# Souvek

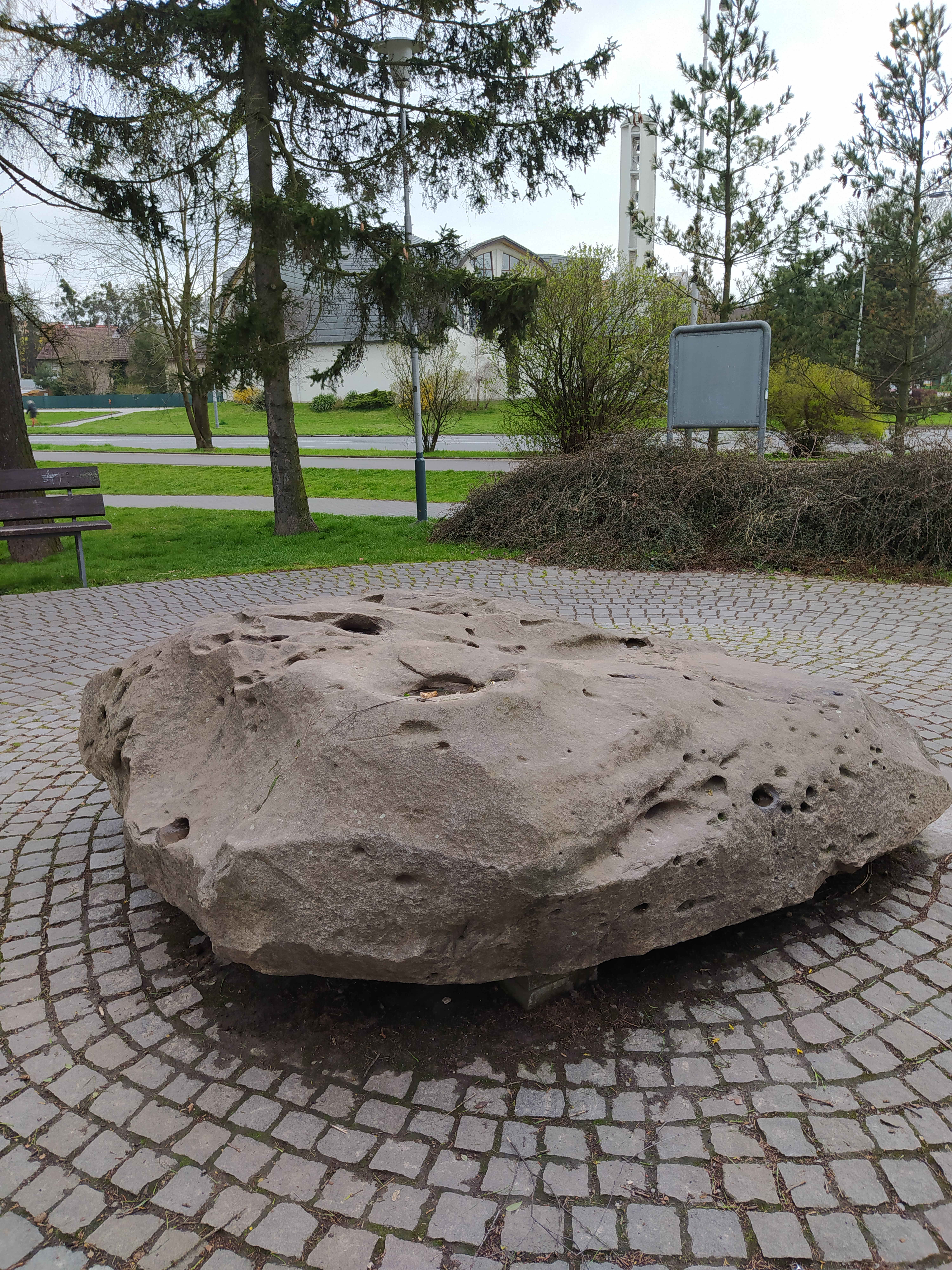
Pustkovecký bludný balvan v Ostravě - Pustkovci

Souvek je označení pro kámen různého mineralogického složení, který vzniká jako důsledek ledovcové činnosti. Jedná se o obroušené těleso, které je vlivem tlaku ledovce tlačeno po podloží (bázi), kde se sráží s okolními tělesy.
Souvky jsou jasným důkazem, kam až sahalo zalednění v dobách ledových. Jejich nalezení v oblasti je neklamným důkazem, že území bylo zakryto ledovou pokrývkou.
Souvky je možné nacházet po velké části Evropy. Jejich snadné a dostupné naleziště se nachází v oblasti Moravských Beskyd nebo v okolí Ostravy a Opavy, kde se na polích po dešti dají najít různě velké kameny. Na území České republiky se souvky dostaly přibližně před 150 000 lety v předposlední době ledové. Souvky jsou obroušené z jedné, či z více stran s typickým laminárním rýhováním, které je způsobeno pomalým sunutím o nerovný povrch. Souvky mají často otupenou základnu.
Český název „souvek“ zavedl Cyril Purkyně.
Příkladem velkého souvku je Pustkovecký bludný balvan.